# Rio Goagiu
O Rio Goagiu é um rio da Romênia, afluente do Târnava Mare, localizado no distrito de Harghita.